# Achaemenes flavescens
Achaemenes flavescens är en insektsart som beskrevs av Synave 1953. Achaemenes flavescens ingår i släktet Achaemenes och familjen kilstritar. Inga underarter finns listade i Catalogue of Life.